# Raphael (cantor)
Raphael (nascido Miguel Rafael Martos Sánchez, Linares, Andaluzia, Espanha, 5 de maio de 1942) é um cantor espanhol.
Conquistou muitos fãs do mundo hispânico, bem como de outras culturas, por mais de cinco décadas. Em 1981, por ter vendido mais de 50 milhões de cópias na sua carreira, a sua editora discográfica Hispavox criou o "disco de urânio" para lhe entregar.

## Biografia e carreira

### Infância
Mundialmente conhecido como "El Ruisenor de Linares", Raphael nasceu em Linares, província de Jaén, Andaluzia, a 5 de maio de 1946, no seio de uma família humilde. O seu pai era operário de construção (encarregue em colocar as estruturas de ferro nas vigas de betão) e a sua mãe era dona de casa, trabalhando ocasionalmente fora para a ajudar a economia caseira. O casal teve quatro filhos: Francisco, Juan, Miguel Rafael e José Manuel.

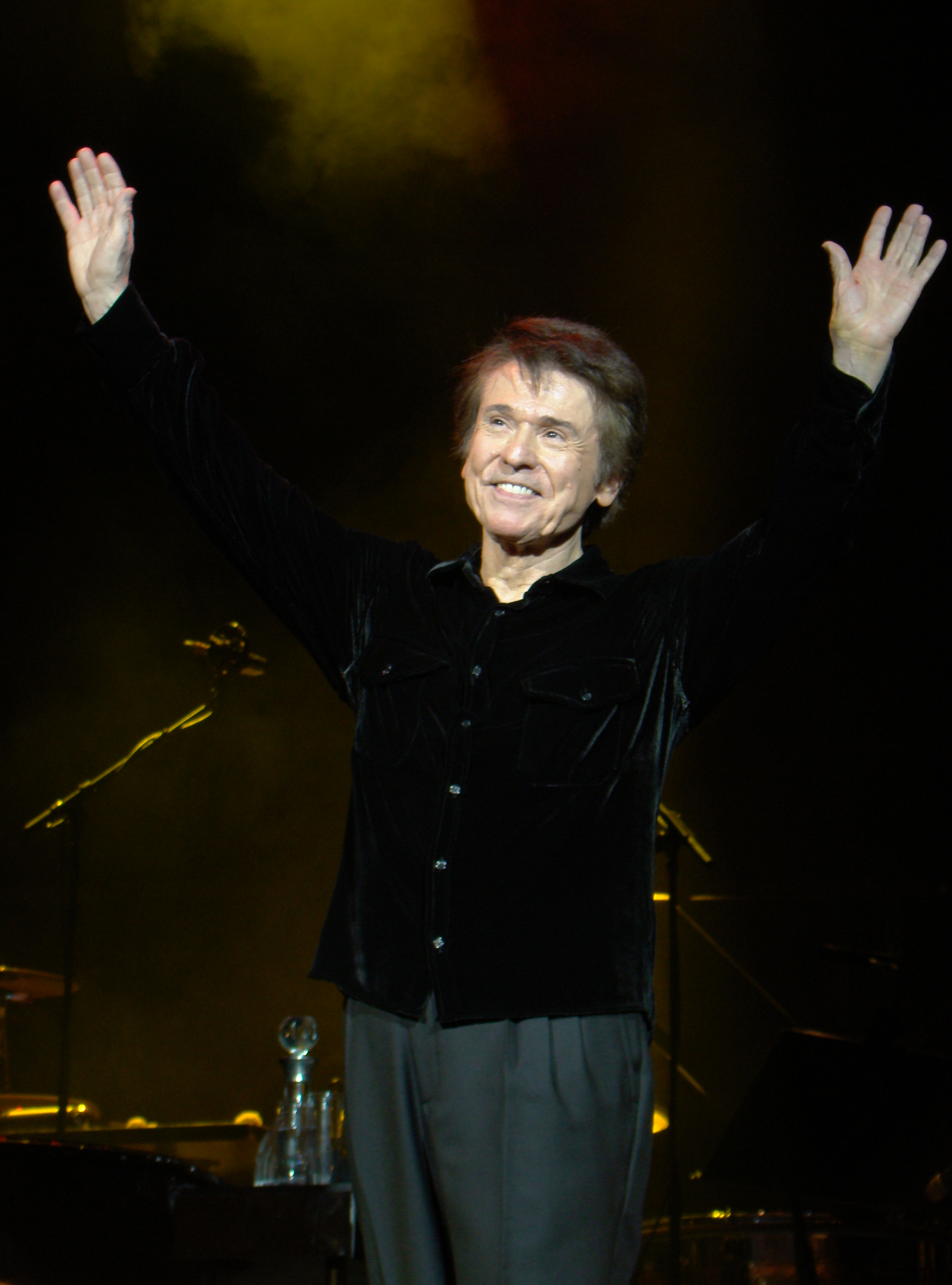
Raphael en un gesto suyo muy característico

### Apogeu: cinema e Eurovisão
Em 1966, participou no primeiro filme como protagonista Cuando Tu no Estás, realizada por Mario Carmus. 
Participou no Festival Eurovisão da Canção 1966 com a canção "Yo Soy Aquél", classificando-se em 7.º lugar, e no ano seguinte no Festival Eurovisão da Canção 1967, com  o tema "Hablemos del Amor", que lhe garantiria a 6.ª posição, o que ajudou ao seu lançamento internacional, iniciando uma série de digressões por toda a Espanha e países  hispânicos. 

### Disco de Urânio
Conquistou 350  discos de ouro e 50 de platina. Recebeu ainda o "disco de urânio", o único existente para um cantor de língua castelhana criado pela sua editora discográfica, a Hispavox. Gravou mais 60 discos de longa duração em castelhano, mas também editou trabalhos em português, italiano, francês, alemão, inglês e japonês.

## Discografia

### EP esingles
- Raphaël! (Tú, Cupido - etc.) - EP Philips 1962
- Llevan (Raphaël en Benidorm) - EP Philips 1962
- Quisiera (Raphaël en Benidorm) - EP Philips 1962
- Cuando Calienta El Sol - EP Philips 1963
- Raphael (Tu Conciencia) - EP Barclay 1963
- Dis-moi Lequel (francês) - EP Vogue (França) 1966
- "Yo Soy Aquél" / Ti amo tanto (italiano) - Single Derby (Itália) 1967
- Please, Speak To Me Of Love / While I Live (inglês)- Single Columbia (Reino Unido) 1967
- Nocturne (francês) - EP EMI 1967
- El Barco Del Amor - EP (FAO - Campanha Contra a Fome) 1969
- Ave Maria / Please, Keep Loving Me (inglês) - Single Columbia (Reino Unido) 1969
- Huapango Torero - EP EMI (México) 1969
- El Ángel (BSO Filme) - EP EMI 1969
- Gelosía /… (italiano) - Single (Itália) 1970
- Show Us The Way / Maybe (inglês) - Single U.Art's (EUA) 1970
- Wie ein Bajazzo / Luciana (alemão) Single Polydor (Alemanha) 1970
- Halleluja / Natascha (alemão) Single Polydor (Alemanha) 1970
- Chissà, Chissà / Non è vero niente (italiano) - Single  EMI (Itália) 1970
- Sirocco /..... (alemão) - Single (Alemania) 1970
- Israel / I Can't Remember - Single Zzelesta (EUA) 1973
- Sombras / Vasija De Barro / etc. - EP Orion (Equador) 1974
- Amor Mio (japonês) - Single Columbia Nippon (Japão) 1974
- Juro Que Nunca Volveré / Con Todo y Mi Tristeza - Single EMI (México) 1978

### Álbuns
| - Raphael - LP EMI Music 1965 - Canta… (BSO Cuando Tú No Estás) - LP EMI 1966 - Al Ponerse El Sol (BSO Filme) - LP EMI 1967 - Digan Lo Que Digan (BSO Filme) - LP EMI Music 1967 - El Golfo (BSO Filme) - LP EMI 1968 - El Ángel - LP Orion/Ifesa (Equador) 1969 - Raphael - LP Fontana 1969 - Aquí! - LP EMI 1969 - Live At The Talk Of The Town - LP EMI 1970 - Aleluya… - LP EMI 1970 - Algo Más… - LP Hispavox 1971 - Volveré A Nacer - LP EMI 1972 - Le Llaman Jesús! - LP EMI 1973 - From Here On… (inglês) - LP Zzelesta/Parnaso (EUA) 1973 - Raphaël! - LP Zzelesta/EMI 1974 - Raphaël! - LP Zzelesta/Parnaso (América) 1974 - Qué Dirán De Mí - LP Parnaso (América) 1974 - Amor Mio - LP Zzelesta/EMI Music 1974 - Recital Hispanoamericano (com Los Gemelos) - LP EMI 1975 - Con El Sol De La Mañana - LP EMI 1976 - Raphael Canta… - LP EMI 1976 - El Cantor - LP EMI 1977 - Una Forma Muy Mía De Amar - LP EMI 1978 - Y… Sigo Mi Camino - LP EMI 1980 - Vivo Live Direct (20.º Aniv.) - LP duplo EMI 1980 - En Carne Viva - EMI 1981 - Rafael: Ayer, hoy y siempre - LP EMI 1982 - Enamorado De La Vida - LP EMI 1983 - Eternamente Tuyo - LP EMI 1984 - Yo Sigo Siendo Aquel (25.º Aniv) - LP EMI 1985 - Toda Una Vida - LP EMI 1986 - Las Apariencias Engañan - LP Sony BMG Music 1988 - Maravilloso Corazón, Maravilloso - LP Epic/Sony BMG 1989 | - Andaluz - LP Epic/Sony BMG Music 1990 - Ave Fénix - LP Epic/Sony BMG 1992 - Fantasía - LP Sony BMG 1994 - Desde El Fondo De Mi Alma - LP Epic/Sony BMG 1995 - Punto y Seguido… - CD Universal Music (Espanha) 1997 - Jekyll & Hyde - CD Pygmalion/EMI 2001 - Maldito Raphael - CD EMI 2001 - De Vuelta - CD EMI 2003 - Vuelve Por Navidad - CD EMI 2004 - Cerca de ti - CD & DVD EMI 2006 - Maravilloso Raphael - 2 CD & 1 DVD EMI/Sony/BMG/RTVE 2007 - Raphael 50 años después - CD EMI 2008 - ¡Viva Raphael! - 3 CD & 1 DVD EMI 2009 - Raphael en directo y al completo - 1 CD & 1 DVD Sony/RTVE 2009 - Te Llevo En El Corazón - 3 CD + 1 DVD - Sony Music 2010 - Te Llevo En El Corazón - Esencial - CD + DVD - Sony Music 2011 - El Reencuentro - CD + DVD 2012 - El Reencuentro - En Directo Teatro de la Zarzuela CD + DVD 2012 - Mi Gran Noche - CD - Sin Anestesia 2013 - Mi Gran Noche - 50 Éxitos De Mi Vida - 3 CD + DVD 2013 - De Amor & Desamor - CD - Universal Music 2014 - Sinphónico - CD + DVD Universal Music 2015 - Ven a Mi Casa Esta Navidad - CD - Universal Music 2015 - Infinitos Bailes - CD - Universal Music 2016 - Resinphónico - CD - Universal Music 2018 |

### Outros

#### Participações
- "Háblame De Amor" - 1 tema (LP Top Star Fest) Universal Music 1971
- "No Eches La Culpa Al Gitano" - 1 tema (Álbum Juntos Para Ayudar) UNICEF/EMI Music 1974
- "Vete" - 1 tema (CD Duetos 2 de Nino Bravo) Polydor/Universal Music 1997
- "A Que No Te Vas" - 1 tema (CD Rocío… Siempre - com Rocío Jurado) 2006

## Filmografia

### Filmes
| Ano  | Título                                       | Personagem    | Sinopse            |
| ---- | -------------------------------------------- | ------------- | ------------------ |
| 1963 | Las Gemelas                                  | Cantor        |                    |
| 1966 | Cuando Tu no Estás                           | Raphael       |                    |
| 1967 | Al Ponerse el Sol                            | David Alonso  |                    |
| 1968 | Digan lo que Digan                           | Rafael        |                    |
| 1969 | El Golfo                                     | Pancho        |                    |
| 1969 | El Ángel                                     | --            |                    |
| 1970 | Sin un Adiós                                 | Mario         |                    |
| 1973 | Volveré a Nacer                              | Álex          |                    |
| 1975 | Rafael en Raphael                            | Raphael       |                    |
| 1978 | Donde Termina el Camino                      | --            |                    |
| 1981 | Ritmo, Amor y Primavera                      | Raphael       |                    |
| 2000 | Jekyll & Hyde                                | Jekyll y Hyde |                    |
| 2010 | Raphael: una historia de superación personal | --            | (Filme biográfico) |
| 2015 | Mi Gran Noche                                | Alphonso      |                    |

## Prémios e distinções
Entre muitas distinções recebidas por Raphael ao longo da sua longa carreira, podem-se destacar:
- 3 nomeações para os prémios Grammy (EUA)
- Medalha de Ouro do Círculo de Bellas Artes (Espanha)
- Comendador com placa da Orden de Cisneros
- Comendador da Ordem de Isabel a Católica
- Medalha de Ouro da Andaluzia (2007)
- Disco de Ouro ao melhor cantor no Midem (Cannes, França)
- Medalha de Ouro de Mérito no Trabalho (España)